# Fruktkropp
Fruktkroppen är den del av svampar och lavar som producerar sporer. När man i vardagligt språk säger svamp, till exempel när man säger att man äter svamp, är det ofta endast fruktkroppar man avser. Fruktkroppen består av mycel, nätverk av hyfer. För att fruktkroppen ska kunna bildas krävs rätt fuktighet och temperatur.